# Maggy Biskupski
Maggy Biskupski, född 3 februari 1982, död 12 november 2018 var en fransk polis, aktivist och grundade föreningen Mobilisation des policiers en colère(fr) förkortat MPC (Svenska: Rörelsen för arga poliser). Biskupski föddes 3 februari 1982 i Charleville-Mézières och avled i ett självmord 12 november 2018 i Carrières-sous-Poissy.
Biskupsky bildade MPC fristående från de reguljära polisfackförbunden år 2016 efter att fyra poliser attackerats med Molotovcocktails i Viry-Chatillon söder om Paris.
Biskupsky tjänstgjorde inom polisstyrkan Brigade anti-criminalité(fr) (BAC).
Hennes död beklagades av inrikesminister Cristophe Castaner på Twitter.